# Barão da Ermida
O título de Barão da Ermida foi criado por D. Luís I de Portugal por decreto a 4 de outubro de 1871, a favor de António Ferreira Silva de Brito (1809 - 1872).